# Enshakushanna
Enshakushanna var kung av Uruk någon gång i mitten av det tredje årtusandet innan Kristus. Han omnämns i den Sumeriska kungalistan och skall enligt den ha härskat i 60 år.  Enshakushanna skall ha erövrat staterna Hamazi, Akkad, Kish och Nippur och skall därmed ha tagit makten över hela Sumer. Enshakushanna skall efter sina erövringar ha tagit titeln "ki-en-gi lugal kalam-ma" vilket betyder "Kung av Sumer och allt land". Denna titel tros vara grunden till titeln "lugal ki-en-gi ki-uri" vilket betyder "Kung av Sumer och Akkad" vilket kom att användas av senare mesopotamiska härskare. 
Enshakushannas efterträdare i Uruk var Lugal-kinishe-dudu men makten över Mesopotamien verkar ha gått till kung Eannatum av Lagash efter  Enshakushannas död. Lugal-kinishe-dudu och  Entemena (efterträdare till Eannatum) verkar ha varit allierade och förde gemensamt krig mot staten Umma.